# NGC 3124
NGC 3124 је спирална галаксија у сазвежђу Хидра која се налази на NGC листи објеката дубоког неба.
Деклинација објекта је - 19° 13' 18" а ректасцензија 10h 6m 40,0s. Привидна величина (магнитуда) објекта NGC 3124 износи 12,0 а фотографска магнитуда 12,8. Налази се на удаљености од 38,7000 милиона парсека од Сунца. NGC 3124 је још познат и под ознакама ESO 567-17, MCG -3-26-24, UGCA 202, PGC 29377.